# 達爾文翼龍屬
達爾文翼龍屬（學名：Darwinopterus）是翼龍目悟空翼龍科的一屬，生存於侏儸紀晚期的中國。達爾文翼龍同時帶有早期喙嘴翼龍類、後期翼手龍類的混合特徵，有助於瞭解翼龍類演化發展的遺失環節。另外，達爾文翼龍被發現是兩性異形動物。

## 發現與命名
目前已發現30到40個化石，都發現於中國遼寧省西部的髫髻山組，地質年代約1億6100萬到1億6050萬年前，相當於侏儸紀中期。模式種是模塊達爾文翼龍（D. modularis），是在2010年由翼龍類學家呂君昌、大衛·安文（David Unwin）等人所敘述、命名。達爾文翼龍是種過渡物種，同時具有早期喙嘴翼龍類的原始特徵，以及後期翼手龍類的進階型特徵。達爾文翼龍的發現，有助於解釋翼龍類演化發展的遺失環節。屬名意為「達爾文之翼」，是以生物學家查爾斯·達爾文為名；種名則意為「模塊」，因為牠們代表翼龍類曾經歷模塊演化（Modular evolution，又名鑲嵌演化）。
之後在2010年，汪筱林等人命名了第二個種玲瓏塔達爾文翼龍（D. linglongtaensis）。在2011年，呂君昌與其他研究人員命名了第三個種粗齒達爾文翼龍（D. robustodens）。這三個種的化石都發現同一地層組。
2025年，中国-巴西古生物团队命名了第四个种坎波斯达尔文翼龙（D. camposi）。种名献给为中国和巴西古生物合作研究作出卓越贡献的巴西科学院院士、巴西著名地质古生物学家Diogenes A. Campos教授。

## 體徵

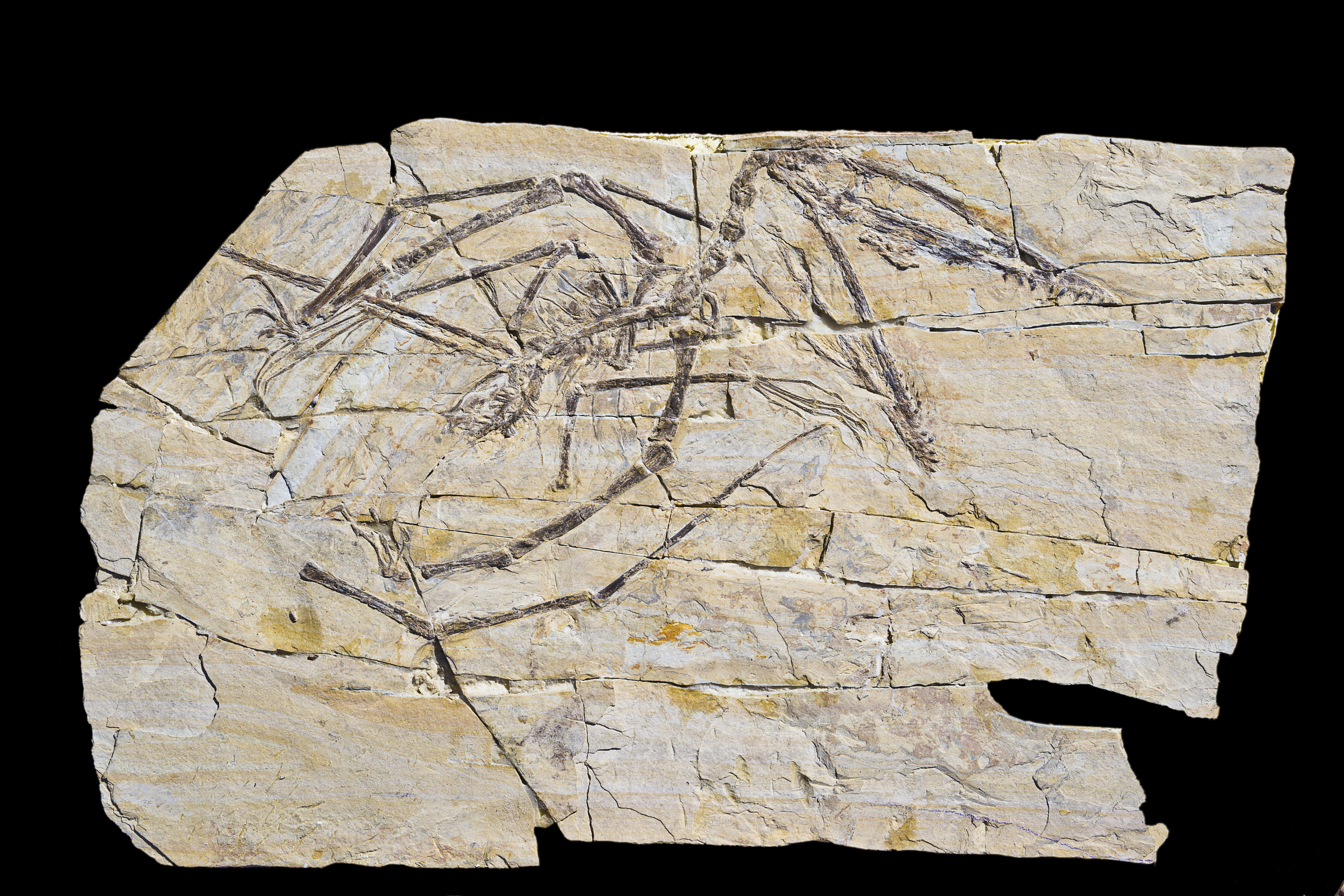
模塊達爾文翼龍的化石

達爾文翼龍的最大特點，是同時帶有喙嘴翼龍類的原始特徵、以及翼手龍類的進階型特徵。達爾文翼龍的尾巴長、發達的第五腳趾等特徵，類似早期喙嘴翼龍類。頸椎長、鼻孔和眶前孔合成為一個鼻眶前孔（Nasoantorbital fenestra），這些屬於後期翼手龍類的特徵；在早期喙嘴翼龍類，鼻孔、眶前孔是分離的。
與其他悟空翼龍科相比，達爾文翼龍的頭顱骨後段/口鼻部比例較大，頭顱骨後段較長，鼻骨薄，腸骨延長。達爾文翼龍的牙齒間隔寬，最大型牙齒位於口鼻部前端，牙齒外形成釘狀。手掌骨頭相當短，短於大腿的股骨。尾巴長，有超過20節尾椎，薄的骨質突延伸到前後節尾椎，因此達爾文翼龍的尾巴相當堅挺。不同於其他悟空翼龍科，達爾文翼龍的頭部有垂直薄頭冠，邊緣呈鉅齒狀。頭冠的鉅齒狀邊緣，可能生前覆蓋者角質，因此頭冠在生前的形狀可能更大。
根據頭顱骨外形、牙齒的形狀，達爾文翼龍的標本可分成三種型態。呂君昌、大衛·安文等人在2010年命名的模塊達爾文翼龍，頭顱骨後段較長，牙齒間隔寬、外形呈釘狀。玲瓏塔達爾文翼龍的頭顱骨較短、較高，牙齒較短、呈圓椎狀。粗齒達爾文翼龍的牙齒非常粗壯。呂君昌等人同時提出一個理論，達爾文翼龍的三種不同型態牙齒，可能分別特化成以不同食物來源為食，顯示達爾文翼龍的不同種分別佔據不同的生態位。舉例而言，粗齒達爾文翼龍的牙齒較粗壯，可能會以外殼堅硬的甲蟲為食。

## 古生物學
目前已發現30到40個達爾文翼龍的化石，其中許多化石保存狀態良好，甚至包含蛋化石。古生物學家得以研究達爾文翼龍的多個古生物學層面，包含：生長模式、個體發生學、繁衍、以及兩性個體差異。

### 兩性異形
達爾文翼龍被人為是兩性異形動物，雄性與雌性個體有許多外形差異。這些化石可以分成兩種型態，一群的頭顱骨顱骨有大型頭冠，骨盆較小、較狹窄；另一群的頭顱骨顱頂有較小型頭冠、或是沒有頭冠，骨盆較大型、較寬廣。但是，過去沒有明確證據能證明哪種型態屬於雄性、或是雌性。在2011年1月，呂君昌等人發現浙江自然博物館保存、管理的編號M8802標本，有明確的性別證據。這個標本的大腿之間、骨盆下側，有一個蛋化石。而這個標本缺乏頭冠，具有寬廣骨盆，骨盆寬度與蛋化石的大小相符。呂君昌等人提出，這個標本可能是個雌性個體，可能在生產這顆蛋時遭到掩埋。因此，顱頂有較小型頭冠、或是沒有頭冠，骨盆較大型、較寬廣的第二種型態，可能是達爾文翼龍的雌性個體。
翼龍類學家凱文·帕迪恩（Kevin Padian）對呂君昌的理論提出不同看法。凱文·帕迪恩舉角龍下目恐龍為例，牠們的頭冠形狀、大小會因為年齡而有明顯變化，主要當作視覺辨識物的功能。凱文·帕迪恩發現這個編號M8802標本還沒有發展出明顯頭冠，可能是個亞成年個體，因此無法判定是否有生育能力。

### 繁衍
在2011年1月，呂君昌等人發現編號M8802標本的周圍有一個蛋化石，並以此研究達爾文翼龍、翼龍類的生產模式。達爾文翼龍的這顆蛋化石，外殼是質地軟的革質蛋，如同後期翼龍類、現代爬行動物的蛋。現代鳥類的蛋是質地較硬的鈣質蛋，將蛋的胚胎完全與外界隔離。現代爬行動物的蛋屬於革質蛋，具可滲透性，允許所處環境的水滲透進蛋殼之中。由於革質蛋比較容易被損傷，因此生產革質蛋的現代物種多將蛋埋在土壤中。
呂君昌等人估計，編號M8802標本的蛋化石重量約6公克，但因為是剛產下的蛋，當蛋吸收滲透進的水分後，蛋的重量可達近兩倍。編號M8802標本的體重估計值約為110公克到220公克，與產卵的母體相比，這顆蛋化石非常小；這點非常類似現代爬行動物，而不類似現代鳥類。此論文的共同作者大衛·安文，推測達爾文翼龍可能一次產下大量的小型蛋，之後將蛋掩埋在土壤裡，而幼年個體孵化不久後就可以飛行，不需要親代養育，是種超級早熟性動物 。如果屬實，顯示翼龍類的繁衍模式、生長模式，非常類似現代爬行動物，而不同於現代鳥類。

## 演化重要性
達爾文翼龍同時具有原始、進階型特徵，顯示早期喙嘴翼龍類演化至後期翼手龍類的過程中，某些器官演化速度較快，而其他器官演化速度較慢，屬於鑲嵌演化（Mosaic evolution，又名模塊演化）；因此呂君昌等人將模式種取名為模塊達爾文翼龍（D. modularis）。達爾文翼龍的發現，顯示早期喙嘴翼龍類並非逐漸演化成後期翼手龍類，而是先演化出部分特徵，因此達爾文翼龍才會同時具有早期喙嘴翼龍類、晚期翼手龍類的混合特徵。